# Działania przeciwdywersyjne
Działania przeciwdywersyjne – są to rodzaje działań bojowych, polegające na stosowaniu odpowiednich form i sposobów walki mających na celu wykrycie sił dywersyjnych i nawiązanie z nimi styczności oraz zniszczenie ich lub wzięcie do niewoli. W zależności od stopnia zagrożenia dywersyjnego, ilości posiadanych sił, wiadomości o nieprzyjacielu, warunków terenowych, pory roku i doby oraz zamiaru dowódcy mogą mieć formę działań rozpoznawczych, pościgowych, blokujących lub likwidacyjnych. W czasie ich prowadzenia stosuje się takie sposoby działań jak: przeszukiwanie, pościg, zasadzka, zapora, okrążenie.